# Lijst van nummer 1-hits in Canada in 2013
Deze hits stonden in 2013 op nummer 1 in de Canadian Hot 100, de bekendste hitlijst in Canada.
| Datum        | Artiest                       | Titel                 |
| ------------ | ----------------------------- | --------------------- |
| 5 januari    | Bruno Mars                    | Locked out of heaven  |
| 12 januari   | will.i.am & Britney Spears    | Scream & shout        |
| 19 januari   | will.i.am & Britney Spears    | Scream & shout        |
| 26 januari   | will.i.am & Britney Spears    | Scream & shout        |
| 2 februari   | will.i.am & Britney Spears    | Scream & shout        |
| 9 februari   | Macklemore, Ryan Lewis & Wanz | Thrift shop           |
| 16 februari  | Macklemore, Ryan Lewis & Wanz | Thrift shop           |
| 23 februari  | Macklemore, Ryan Lewis & Wanz | Thrift shop           |
| 2 maart      | Macklemore, Ryan Lewis & Wanz | Thrift shop           |
| 9 maart      | Macklemore, Ryan Lewis & Wanz | Thrift shop           |
| 16 maart     | Macklemore, Ryan Lewis & Wanz | Thrift shop           |
| 23 maart     | Rihanna & Mikky Ekko          | Stay                  |
| 30 maart     | Rihanna & Mikky Ekko          | Stay                  |
| 6 april      | Rihanna & Mikky Ekko          | Stay                  |
| 13 april     | P!nk & Nate Ruess             | Just give me a reason |
| 20 april     | P!nk & Nate Ruess             | Just give me a reason |
| 27 april     | P!nk & Nate Ruess             | Just give me a reason |
| 4 mei        | P!nk & Nate Ruess             | Just give me a reason |
| 11 mei       | P!nk & Nate Ruess             | Just give me a reason |
| 18 mei       | P!nk & Nate Ruess             | Just give me a reason |
| 25 mei       | P!nk & Nate Ruess             | Just give me a reason |
| 1 juni       | Robin Thicke, T.I. & Pharrell | Blurred lines         |
| 8 juni       | Robin Thicke, T.I. & Pharrell | Blurred lines         |
| 15 juni      | Robin Thicke, T.I. & Pharrell | Blurred lines         |
| 22 juni      | Robin Thicke, T.I. & Pharrell | Blurred lines         |
| 29 juni      | Robin Thicke, T.I. & Pharrell | Blurred lines         |
| 6 juli       | Robin Thicke, T.I. & Pharrell | Blurred lines         |
| 13 juli      | Robin Thicke, T.I. & Pharrell | Blurred lines         |
| 20 juli      | Robin Thicke, T.I. & Pharrell | Blurred lines         |
| 27 juli      | Robin Thicke, T.I. & Pharrell | Blurred lines         |
| 3 augustus   | Robin Thicke, T.I. & Pharrell | Blurred lines         |
| 10 augustus  | Robin Thicke, T.I. & Pharrell | Blurred lines         |
| 17 augustus  | Robin Thicke, T.I. & Pharrell | Blurred lines         |
| 24 augustus  | Robin Thicke, T.I. & Pharrell | Blurred lines         |
| 31 augustus  | Katy Perry                    | Roar                  |
| 7 september  | Katy Perry                    | Roar                  |
| 14 september | Katy Perry                    | Roar                  |
| 21 september | Katy Perry                    | Roar                  |
| 28 september | Miley Cyrus                   | Wrecking ball         |
| 5 oktober    | Katy Perry                    | Roar                  |
| 12 oktober   | Lorde                         | Royals                |
| 19 oktober   | Lorde                         | Royals                |
| 26 oktober   | Lorde                         | Royals                |
| 2 november   | Lorde                         | Royals                |
| 9 november   | Lorde                         | Royals                |
| 16 november  | Eminem & Rihanna              | The monster           |
| 23 november  | Lorde                         | Royals                |
| 30 november  | Eminem & Rihanna              | The monster           |
| 7 december   | Eminem & Rihanna              | The monster           |
| 14 december  | Pitbull & Ke$ha               | Timber                |
| 21 december  | Pitbull & Ke$ha               | Timber                |
| 28 december  | Pitbull & Ke$ha               | Timber                |